# Ibn Abi Dabbus
Ibn Abi-Dabbús o Ibn ad-Dabbús fou un príncep almohade refugiat a la cort catalana. Els catalans el van aixecar com a pretendent al tron hàfsida de Tunis el 1287 en contra de l'emir Abu-Hafs Úmar I ibn Yahya. Va tenir el suport d'Abd-al-Màlik de Gabès, però la revolta no va triomfar i es va acabar el 1288.